# Вулиця Топольна (Львів)
Вулиця Топольна — вулиця у Шевченківському районі міста Львова, в місцевості Голоско. Пролягає від вулиці Замарстинівської до вулиці Інструментальної. Прилучаються 1-й, 3-й, 4-й, 5-й, 6-й Топольні провулки та вулиця Гордієнка.

## Історія та забудова
Вулиця виникла у першій третині XX століття під сучасною назвою. У 1936 році частину вулиці перейменували на вулицю Мазепи, на честь гетьмана Івана Мазепи, за початковим відтинком вулиці залишили стару назву Топольна.
Вулиця забудована малоповерховими приватними садибами. Північніше вулиці Топольної розташований старий Голосківський або Замарстинівський цвинтар, що виник ще наприкінці XIX століття та закритий для поховань у 1950-х роках.